# Jimmy Collins
James Joseph „Jimmy“ Collins (* 16. Januar 1870 in Buffalo, New York; † 6. März 1943 ebenda) war ein US-amerikanischer Baseballspieler und -manager in der Major League Baseball (MLB). 

## Biografie
Jimmy Collins startete seine Karriere bei den Louisville Colonels am 19. April 1895. Der Third Baseman wechselte noch in dieser Saison zu den Boston Beaneaters. Collins galt auf seiner Position als einer der besten Spieler aller Zeiten, erst Pie Traynor in der National League in den 1920er-Jahren und Brooks Robinson  in den 1960er-Jahren in der American League wurden als stärkere Spieler auf dieser Position bewertet. 1897 erreichte Collins einen Schlagdurchschnitt von 34,6 % und erzielte 132 RBI.
1901 wechselte er von den Boston Beaneaters zu den Boston Red Sox in der American League und arbeitete dort als Spieler und Manager gleichzeitig. 1903 führte er die Red Sox zu ihrem ersten Titelgewinn und in die erstmals ausgetragene World Series. Die Red Sox gewannen die Premierenserie mit 5:3-Spielen gegen die Pittsburgh Pirates. 1904 gewannen die Red Sox erneut den Titel in der AL, aber die World Series fand aufgrund von Meinungsverschiedenheiten zwischen den beiden Ligen nicht statt.
1907 verließ Collins die Red Sox und spielte noch bei den Philadelphia Athletics. Am 29. August 1908 bestritt er sein letztes Spiel in den Major Leagues. Bis 1911 spielte er noch im Minor League Baseball und war dort auch als Manager tätig. Danach zog es ihn in seine Heimatstadt Buffalo zurück.
Am 6. März 1943 verstarb Collins im Alter von 73 Jahren. 1945 wurde er in die Baseball Hall of Fame aufgenommen.